# Paul-Emile Saadé
Paul-Emile Saadé (arabisch بول اميل سعده) (* 9. Juli 1933 in Ehden, Nord-Libanon; † 21. September 2022 in Zgharta, Libanon) war ein libanesischer Geistlicher und maronitischer Bischof von Batrun.

## Leben
Paul-Emile Saadé trat 1952 in das Maronitische Patriarchale Seminar, wo er Philosophie und Theologie studierte. Er empfing nach seiner theologischen Ausbildung am 12. April 1958 die Priesterweihe durch Joseph Khoury.
Papst Johannes Paul II. ernannte ihn am 2. Mai 1986 zum Titularbischof von Apamea in Syria dei Maroniti und zum Weihbischof in Antiochia. Die Bischofsweihe spendete ihm der Maronitische Patriarch von Antiochien und des ganzen Orients, Nasrallah Boutros Sfeir, am 12. Juli desselben Jahres. Von 1987 bis 1985 war er Patriarchalvikar von Antiochien. Am 5. Juni 1999 wurde er zum Bischof von Batrun ernannt. 
Paul-Emile Saadé engagierte sich für das Ehden-Zgharta Endowment Committee und übernahm und führte mehrere landwirtschaftliche, Entwicklungs- und Stadtprojekte durch. Er war Initiator der Gründung der Klinik Ehden-Zgharta, die seit 1964 in Betrieb ist, und 1980 auch das Krankenhauses Unserer Lieben Frau von Zgharta, dessen Leitung er zudem innehatte. 1992 war er an der Gründung des Roten Kreuzes in Zgharta beteiligt, ebensoa an der Zweigstelle von Caritas Libanon in Zgharta. Er engagierte sich in zahlreichen Jugendinitiativen.
2012 wurde sein aus Altersgründen vorgebrachtes Rücktrittsgesuch angenommen. Paul-Emile Saadé starb am 21. September 2022 im Alter von 89 Jahren.